# جوایز فیلم کره‌ای
جوایز فیلم کره‌ای (انگلیسی: Korean Film Awards) مراسم اهدای جوایز در کره جنوبی بود که توسط ام‌بی‌سی از سال ۲۰۰۲ تا ۲۰۱۰ میزبانی می‌شد.

## تاریخچه
در ابتدا عنوان مراسم «جوایز فیلم ام‌بی‌سی» بود و نخستین بار در سال ۲۰۰۲ برگزار شد. عنوان آن در سال ۲۰۰۳ به جوایز فیلم کره‌ای تغییر یافت. آرای هیئت داوران متشکل ۵۰۰ متخصص در صنعت سینما و ۵۰۰ بیننده برگزیده از طریق اینترنت و با نسبت ۷ به ۳ تعیین می‌شد.
در سال ۲۰۰۹، به دلیل عدم تأمین اسپانسرهای مالی در طی رکود جهانی اقتصادی، این مراسم برگزار نشد. این مراسم در سال ۲۰۱۰، به همراه هیوندای موتور به عنوان اسپانسر اصلی برگزار شد. اما مشکلات مالی مداوم درمورد هزینه‌های تولید موجب شد که ام‌بی‌سی در سال ۲۰۱۱ مراسم اهدای جایزه را برگزار نکند.